# 旋塔卷管螺
旋塔捲管螺（学名：Cochlespira pulchella）为新腹足類支序捲管螺科東港捲管螺屬下的一个种。

## 分佈
主要分布于台湾，常栖息在泥沙质海底。

## 外部連結
- 維基物種上的相關：旋塔捲管螺